# Kimi omou ~Shunkashūtō~
Kimi omou ~Shunkashūtō~ (jap. 君 想ふ 〜春夏秋冬〜) – pierwszy album koncepcyjny japońskiej piosenkarki Mai Kuraki, wydany 10 października 2018 roku. Został wydany w pięciu edycjach: regularnej (CD) i czterech limitowanych (CD+DVD). Album osiągnął 3 pozycję w rankingu Oricon i pozostał na liście przez 12 tygodni, sprzedał się w nakładzie 29 608 egzemplarzy.

## Lista utworów
Wszystkie utwory zostały napisane przez Mai Kuraki.
| CD | CD                                                            | CD               | CD                              | CD      |
| Nr | Tytuł utworu                                                  | Kompozycja       | Aranżacja                       | Długość |
| -- | ------------------------------------------------------------- | ---------------- | ------------------------------- | ------- |
| 1. | „Light Up My Life”                                            | shilo            | Shūho Mitani                    | 4:27    |
| 2. | „Be Proud ~we make new history~”                              | Daisuke Nakamura | Daisuke Nakamura                | 4:29    |
| 3. | „Hanakotoba” (jap. 花言葉)                                    | Aika Ōno         | Yumeto Tsurusawa, Daisuke Ikeda | 4:23    |
| 4. | „WE ARE HAPPY WOMEN”                                          | Aika Ōno         | Akihito Tokunaga                | 4:07    |
| 5. | „Do it!”                                                      | Akihito Tokunaga | Akihito Tokunaga                | 3:52    |
| 6. | „Makka na kasa ~Kyōto no ame~” (jap. 真っ赤な傘 ～京都の雨～) | Hiroki Sagawa    | Hiroki Sagawa                   | 3:31    |
| 7. | „Koyoi wa yume o misasete” (jap. 今宵は夢を見させて)          | Sairenji!        | Mine Kushita                    | 4:05    |
| 8. | „Togetsukyō ~Kimi omou~” (jap. 渡月橋 〜君 想ふ〜)            | Akihito Tokunaga | Akihito Tokunaga                | 4:05    |

| DVD (wer. limitowana) | DVD (wer. limitowana)                                             | DVD (wer. limitowana) |
| Nr                    | Tytuł utworu                                                      | Długość               |
| --------------------- | ----------------------------------------------------------------- | --------------------- |
| 1.                    | „Hanakotoba” (jap. 花言葉) (Music Clip)                           |                       |
| 2.                    | „Koyoi wa yume o misasete” (jap. 今宵は夢を見させて) (Music Clip) |                       |
| 3.                    | „Togetsukyō ~Kimi omou~” (jap. 渡月橋 〜君 想ふ〜) (Music Clip)   |                       |

## Notowania
| Lista                       | Pozycja |
| --------------------------- | ------- |
| Oricon Weekly Albums Chart  | 3       |
| Oricon Monthly Albums Chart | 11      |
| Billboard Japan Hot Albums  | 4       |